# Fender Cyclone
La Fender Cyclone désigne une série de guitares électriques fabriquées par Fender. Introduite à la fin de 1997, le corps Cyclone reprend le style de la Mustang, mais, plus épais que son homologue, il est usiné dans du bois de peuplier.

## Description
La Cyclone possède un corps plein de style Fender Mustang mais plus épais d'environ 6 mm afin de permettre le montage du block vibrato identique à celui de la Stratocaster. Elle se décline en plusieurs modèles reconnaissables par leur électronique et leur cosmétique (Cyclone, Cyclone US, Cyclone II, Cyclone HH et Squier Cyclone Paranormal). La production de la guitare prend fin en 2006.

## Déclinaisons

### Cyclone I
La Cyclone est fabriquée au Mexique. Munie d'un diapason de 24,75 pouces (la même chose qu'une Gibson Les Paul), elle est équipée d'un micro double bobinage en chevalet et un simple bobinage Tex-Mex en position manche. L'ensemble est piloté par un sélecteur 3 position, un volume et une tonalité. Le bois du corps est en Peuplier. 

### Cyclone US
Deux modèles de la Cyclone sont fabriquée à l'usine Corona et au Fender Custom Shop en Californie aux États-Unis, à partir de l'année 2000. Le corps et le manche sont identique à la cyclone I.
La Cyclone US est doté de deux micros simple bobinage « Noiseless » et d'un vibrato moderne à 2 points doté de pontets en acier inoxydable.
La Cyclone Custom a des caractéristiques similaires, mais utilise deux micros simple bobinage « Gold Lace Sensor » avec des capots noirs et vibrato à 2 points « vintage custom » avec des pontets en acier pliées. Les deux guitares sont fabriquées au département Fender Custom Shop. La fabrication de ces Cyclones US est arrêtée fin 2001.

### Cyclone II
Introduite en juillet 2002 comme évolution de la Cyclone, la Cyclone II présente des changements remarquables. La lutherie reste la même que les modèles antérieurs mais la cosmétique est entièrement revue avec des éléments empreints à la Mustang  et la Jaguar.
La finition dite « Compétition » est introduite par Fender en 1969, sur les modèles Mustang. Elle se décline pour la Cyclone II avec deux coloris, le « Daphne Blue » et « Candy Apple Red » comprenant des rayures en diagonale sur la table.
Les trois micros et la plaque de commande chromé, munie de trois commutateurs ( un par micro ), posés sur un pickguard perloîd blanc, sont empruntés à la Jaguar. Contrairement à sa consœur les micros sont inclinés.

### Cyclone HH
Introduit en 2003, la Cyclone HH a les mêmes caractéristiques et spécifications que la Cyclone d'origine, à l'exception de l'ajout d'un pickguard noir 3 plis et d'une paire de micros Humbucker. Un « Fender Santa Ana » se situe en partie chevalet et un « Fender Atomic II » en manche. Ce modele Cyclone est abandonné, comme les autres modèles Cyclone, en 2007.
La Cyclone HH comprend également un trémolo synchronisé de style vintage, un interrupteur à bascule à trois positions et des commandes générales de volume et de tonalité. Elle est disponible en Noir, Pewter, bleu Daphné bleu et Orange.

## Réédition
En 2020, les unités de fabrication Indonésienne et Chinoise de la marque Squier sortent la Paranormal Series, une série qui propose des rééditions de modèles Fender obscurs. Aux côtés de la Toronado, de la Cabronita Telecaster, de l'Offset Telecaster, de la Jazz Bass 54' et de la Super Sonic, Squier reprend une nouvelle version de la Cyclone II.
Cette guitare est conçue à l'identique de la Cyclone II, mais dispose de 3 micros Alnico Stratocaster et d'un vibrato de style vintage en acier plié. Sans la  finition « compétition », elle est disponible en coloris Daphne Blue et Shell Pink lors de sa sortie en 2020, et Pearl White avec plaque écaille de tortue et Candy Apple Red en 2021. La touche reportée est en bois de Laurier Indien.

## Notoriété
Brian Molko joue sur une Cyclone modifiée lors de ses tournées.
Cette guitare a été à l'origine commercialisée à la suite du procès de Courtney Love contre Fender, qui avait pour but de retirer la Fender Jag-Stang de la vente.[réf. nécessaire]